# Cẩm Tú Vị Ương
Cẩm Tú Vị Ương (tiếng Trung: 锦绣未央; bính âm: Jin Xiu Wei Yang, tiếng Anh: The Princess Weiyoung) là một bộ phim cổ trang  truyền hình Trung Quốc dài 54 tập với sự tham gia của các diễn viên nổi tiếng như Đường Yên, La Tấn, Mao Hiểu Đồng, Ngô Kiến Hào, Lý Tâm Ngải, Trần Ngọc Kỳ.... Bộ phim được chuyển thể từ bộ tiểu thuyết Thứ nữ hữu độc của nhà văn Tần Giản với một kịch bản khác, được lấy bối cảnh từ triều đại Bắc Ngụy dưới thời của Bắc Ngụy Thái Vũ Đế. Kịch bản được viết bởi Trinh Đình Ngọc và đạo diễn là Lý Tuệ Châu.
Bộ phim xoay quanh cuộc đời của nhị tiểu thư Lý gia  Lý Vị Ương, vốn là một công chúa của Bắc Lương tên là Phùng Tâm Nhi, lấy nguyên mẫu từ Văn Thành Văn Minh hoàng hậu  Phùng thị, một người phụ nữ rất nổi tiếng trong triều đại Bắc Ngụy. Cẩm Tú Vị Ương được chiếu trên kênh Bắc Kinh và Dragon TV với thời lượng 45 phút/ tập.

## Nội dung
Loạn thế Bắc Nam, trong vương tộc Bắc Lương vào tháng 2 hạ thế một vị công chúa. Vị công chúa đó có tên Tâm Nhi, vừa sinh ra đã gắn với một lời tiên tri mang số mệnh bất ngờ. Lớn lên, Tâm Nhi càng xinh đẹp, tốt bụng và vô tư, được mọi người vô cùng yêu mến, tính tình có chút ngang bướng tùy hứng. Bi kịch xảy ra khi Bắc Ngụy Tướng quân Sất Vân Nam đem quân thảo phạt Bắc Lương, vu cho Lương vương tội phản nghịch, đồ sát cả vương tộc Bắc Lương, chỉ mình Tâm Nhi sống sót. Nợ nước, thù nhà, Tâm Nhi quyết tâm làm Bắc Ngụy hoàng đế sống không bằng chết.
Ở Bắc Ngụy triều, vị thượng thư Lý Tiêu Nhiên có một cô con gái bị vứt bỏ ở nơi thôn dã có tên Lý Vị Ương. Lý Vị Ương trời sinh mệnh khổ, đã bị vứt ở nơi hoang tàn mà còn bị đích mẫu là Sất Vân Nhu ác độc hạ sát. Trên đường, Lý Vị Ương gặp Phùng Tâm Nhi khi Tâm Nhi bị truy sát bởi quân Bắc Ngụy. Vì cứu Tâm Nhi mà Vị Ương bỏ mạng. Tâm Nhi quyết tâm thực hiện lời hứa là chăm sóc cho mẹ của Vị Ương là Thất phu nhân, liền giả thành Vị Ương trở về Lý phủ với thân phận Nhị tiểu thư Lý gia.
Tại đây, cuộc đời của Phùng Tâm Nhi-Lý Vị Ương bắt đầu xảy ra nhiều biến cố. Bộ phim tập trung khai thác nhân vật Lý Vị Ương ngoan cường, mạnh mẽ với những mối quan hệ đối địch, thù hằn như Sất Vân Nhu (Đích phu nhân), Lý Trường Lạc (Đại tiểu thư), Lý Thường Như (Tam tiểu thư), Sất Vân Nam (Đại tướng quân),... hay những đồng minh luôn bảo vệ cô như Thác Bạt Tuấn (Cao Dương vương), Lý Mẫn Đức (Tam công tử), Thất di nương (mẹ ruột của Lý Vị Ương), Hoàng tổ mẫu (mẫu thân của Lý Tiêu Nhiên), Thác Bạt Địch (Cửu công chúa), Bạch Chỉ (tì nữ thân cận), Quân Đào (hộ vệ) và cả những người lợi dụng cô như Lý Tiêu Nhiên (thân phụ), Thác Bạt Dư (Nam An vương). Trải qua bao cuộc tranh đấu, Lý Vị Ương bằng sự khôn ngoan và lòng trắc ẩn mà sống sót, vứt bỏ lòng thù hận mà nghĩ cho bá tính, cuối cùng cũng tìm được tình yêu chân thành của đời mình. Chỉ tiếc bên nhau chưa bao lâu, cả hai phải cách xa nhau mãi mãi.

## Diễn viên

### Nhân vật chính
| Diễn viên       | Nhân vật                   | Giới thiệu | Nhân vật trong lịch sử                 |
| Đường Yên       | Lý Vị Ương / Phùng Tâm Nhi | Bắc Lương công chúa → Thượng thư phủ nhị tiểu thư → An Bình huyện chúa → An Bình công chúa → Hoán y cục cung nữ → Hoán y cục lương sứ → Ngự tiền cung nữ → Hoàng hậu → Văn Minh Hoàng thái hậu Công chúa của Bắc Lương, gặp họa diệt quốc mà sống sót, thay thế vị nhị tiểu thư Lý Vị Ương bạc mệnh của Lý phủ mà sống tiếp, một đời tài đức trung thành. Thông minh, khôn ngoan, dũng cảm và mạnh mẽ. Ban đầu chất chứa hận thù, một mực muốn Bắc Ngụy bồi táng cho Bắc Lương, song nhờ gặp được Thác Bạt Tuấn, nàng tìm lại hạnh phúc của đời mình mà vứt bỏ thù oán, cùng chàng tạo nên một giang sơn cẩm tú. | Văn Thành Văn Minh hoàng hậu Phùng thị |
| La Tấn          | Thác Bạt Tuấn              | Cao Dương vương → Bắc Ngụy Văn Thành đế Con trai của Cảnh Mục Thái tử Thác Bạt Hoảng, cháu trai được yêu quý nhất của Thái Vũ đế, từ nhỏ sớm có nhiều nỗi đau. Được miêu tả như một vị hoàng tử phong hoa tuyệt đại, văn võ song toàn, từ bi, vui vẻ và tràn ngập ánh sáng. Được Thái Vũ đế nhắm làm người kế vị do có nhiều tài năng và khí chất. Ban đầu, Vị Ương hận chàng vì là cháu trai của kẻ đã diệt vương tộc Bắc Lương, nhưng chàng vẫn luôn theo đuổi. Mối tình oan nghiệt của chàng và Vị Ương cuối cùng cũng có cái kết toàn vẹn như ý, song sớm phải chia lìa. | Bắc Ngụy Văn Thành Đế Thác Bạt Tuấn    |
| Ngô Kiến Hào    | Thác Bạt Dư                | Nam An vương → Bắc Ngụy đế → Nam An Ẩn vương Là hoàng tử nhưng có mẫu thân thấp kém nên không được Thái Vũ đế để ý, được nhận nuôi bởi một sủng phi của Thái Vũ đế là Lư Chiêu nghi. Xảo quyệt, tài năng, máu lạnh và tàn độc, Thác Bạt Dư là một trong những nhân vật phản diện nguy hiểm nhất trong phim. Tham vọng của hắn là trở thành hoàng đế và thống trí thiên hạ. Hắn bị thu hút bởi trí thông minh của Lý Vị Ương và trở nên hứng thú với nàng, sẵn sàng làm mọi điều để có nàng bên cạnh. | Nam An Ẩn vương Thác Bạt Dư            |
| Mao Hiểu Đồng   | Lý Thường Như              | Thượng thư phủ tam tiểu thư Tam tiểu thư của Lý gia, ái mộ Nam An vương Thác Bạt Dư từ khi còn trẻ. Bị áp bức và lu mờ bởi đại tỷ Lý Trường Lạc, luôn có tâm niệm là sẽ lật đổ Lý Trường Lạc. Khi Lý Vị Ương xuất hiện, cô tỏ ra thân thiết và tốt bụng với Vị Ương nhất trong nhà. Cô che giấu bản chất đạo đức giả và mưu mô đằng sau vẻ ngoài yếu đuối và thanh tú của mình.Mặc dù luôn lợi dụng Vị Ương, Thường Như cũng có lúc yếu lòng bởi lòng tốt của Vị Ương mà muốn làm tỉ muội tốt với Vị Ương thật sự. Nhưng sau khi biết Thác Bạt Dư luôn yêu Vị Ương, cô tỏ ra tàn nhẫn và tìm cách hãm hại Vị Ương nhiều lần. Cuối cùng cô giết Bạch Chỉ, mang thai con của Thác Bạt Dư và bị Vị Ương lật tội, sống như đã chết. Ở tập cuối, Thường Như uất hận Vị Ương mà lén đâm cô, nhưng chính Thác Bạt Dư lại đỡ nhát dao đó mà chết. Cô ân hận và tự sát ngay cạnh xác của Thác Bạt Dư. | Nhân vật hư cấu                        |
| Lý Tâm Ngải     | Lý Trường Lạc              | Thương thư phủ Đại tiểu thư→ Cao Dương Vương phi Đích nữ của Lý gia, con gái duy nhất của Sất Vân phu nhân. Được biết đến là " Kinh thành đệ nhất mỹ nữ", ái mộ Thác Bạt Tuấn từ khi còn trẻ. Cô luôn tỏ ra là một tiểu thư dịu dàng hiền thục nhưng thực ra tâm địa lại độc ác, xảo trá. Lý Vị Ương xuất hiện và giành nhiều sự chú ý khiến cô bất an và ghen tị.Cô cùng mẫu thân luôn tìm cách hãm hại Lý Vị Ương. Cô làm đủ mọi thủ đoạn để có thể trở thành vợ của Thác Bạt Tuấn. Cuối cùng cô trở thành vợ của Thác Bạt Tuấn nhưng luôn ảo tưởng rằng anh yêu cô, nhưng thực ra anh yêu Vị Ương. Cô phản bội Thác Bạt Tuấn, giết chết mẫu thân của anh là Thái tử phi, bán đứng anh trước Thác Bạt Dương và hạ độc Vị Ương. Cuối cùng Trường Lạc bị ban thuốc độc và chết, kéo theo Thác Bạt Tuấn chết cùng mình.                                                                       | Quý nhân Lý thị                        |
| Lương Chấn Luân | Lý Mẫn Đức/ Nguyên Liệt    | Lý Mẫn Đức là con riêng của Nhu Nhiên vương. Vì sợ Hoàng hậu hãm hại nên từ nhỏ anh đã bị đưa sang Ngụy quốc. Từ đó anh được tam phu nhân của Lý phó nhận nuôi trở thành nhị thiếu gia. Lý Mẫn Đức là người chính trực, lãnh đạm và hành xử vô cùng cẩn thận. Chàng yêu Lý Vị Ương, luôn tìm cách âm thầm bảo vệ Vị Ương. |                                        |

### Nhân vật phụ
| Diễn viên          | Nhân vật           | Giới thiệu | Nhân vật trong lịch sử                        |
| Lưu Tích Minh      | Thác Bạc Đạo       | Bắc Ngụy Đế Thái vũ đế của Bắc Ngụy,cha của Thác Bạc Hàn, Thác Bạt Dư và Thác Bạc Địch ông của Thác Bạc Tuấn.Ông chết do bị Tông Ái ám sát. | Bắc Ngụy Thái Vũ Đế Thác Bạt Đảo              |
| Vạn Mỹ Tịch        | Hoàng hậu Bắc Ngụy | Hoàng hậu Bắc Ngụy Vợ của Thác Bạc Đạo ,ủng hộ Thác Bạt Hàn. | Hách Liên Hoàng Hậu                           |
| Đinh Tử Linh       | Lư Chiêu Nghi      | Lư Chiêu Nghi Mẹ của Thác Bạc Dư , thiếp thân của Thác Bạc Đạo. | Tả Chiêu Nghi Lư Thị                          |
| Vương Vũ Tranh     | Thác Bạc Hoảng     | Hoàng thái tử → Cảnh Mục hoàng thái tử (truy thụy) → Bắc Ngụy Cảnh Mục Hoàng Đế (truy phong) Con trai cả của Thác Bạc Đạo,cha của Thác Bạc Tuấn.Ông bị Tông An hãm hại , cha ông cầm tù sau đó chết vì bệnh tật. | Thác Bạt Hoảng Hoàng Thái Tử Bắc Ngụy         |
| Hứa Dung Chân      | Thái Tử Phi        | Hoàng thái tử phi → Bắc Ngụy Cảnh Mục Cung Hoàng Hậu Mẹ của Thác Bạc Tuấn vợ của Thác Bạc Hoảng.Ban đầu bà muốn Lý Trường Lạc trở thành con dâu của mình và kịch liệt phản đối Thác Bạt Tuấn và Vị Ương yêu nhau.Sau này khi bà thấy được con người thật của Trường Lạc bà đã đồng ý cho hai người yêu nhau.Bà bị Lý Trường Lạc giết chết. | Uất Cửu Lư tiêu phòng Cảnh Mục Cung Hoàng Hậu |
| Trương Thiên Dương | Thác Bạc Hàn       | Đông Bình Vương | Đông Bình Vương Thác Bạt Hàn                  |
| Trần Ngọc Kỳ       | Thác Bạt Địch      | Cửu Công chúa→ Thượng Cốc công chúa Là một nàng công chúa tính tình hoạt bát, dễ thương. Cô cảm mến Lý Mẫn Đức và tìm mọi cách để được gần bên anh. Dù bị từ chối tình cảm một cách phũ phàng nhưng cô vẫn quyết không bỏ cuộc. | Thượng Cốc công chúa                          |

## Nhạc phim
1. Thiên nhược hữu tình- A Lin (Bài hát mở đầu)
2. Thiên phú- Đường Yên, La Tấn (Ending song)
3. Duyên cớ từ ta- Kim Hạn
4. Ngọc chúc bảo điển- Thôi Tử Cách
5. Bạch thủ tương y- Kim Trì, Tôn Bá Luân
6. Kiếp sau- Lý Kỳ